# F2システム
F2システムは、株式会社タイトーが開発したアーケードゲーム基板である。1989年4月稼動開始のボクシングゲーム『ファイナルブロー』がF2システム第1弾タイトル。
この基板の名称にある"F2"は、開発者の藤本克二郎の氏名から採られた。基板の完成前後の時期における藤本の死去により、この基板の有する仕様の多くがブラックボックス化してしまい、手探りの状態でゲームは開発されていた。
この基板の特徴として、当時各メーカーで開発されたシステム基板の多くはI/O等の接続部分であるエッジコネクターがマザー側に付いていたが（リリースされたタイトルのほとんどが麻雀・花札ゲームで占められていた株式会社セタのSSV基板ですら当時主流であったJAMMA規格準拠のJAMMAエッジコネクターが通常搭載され麻雀・花札基板で使用される場合はオプションである変換基板を取り付けロイヤル麻雀仕様にて接続）、F2の場合は、ソフト部分にエッジコネクターが搭載されたことにより、ソフトごとに異なるインターフェイスを設けることが出来、余分なオプションを添付する必要が無くなったことにより、製造コストを抑えることができた。エッジコネクターのタイプは、通常のJAMMAエッジコネクター以外にも、ロイヤル麻雀仕様、占い機仕様などがあり、いろいろな機種で利用できるよう工夫されている。なお、F2の後継システムであるF3システムは、システム側にJAMMAエッジコネクターが搭載されている。
なお、『メタルブラック』など、一部のタイトルはビデオボードの仕様が若干強化されたマイナーチェンジバージョンとなっている。
F2システムには2枚式と1枚式がある。なお2枚式と1枚式に互換性はない。
2枚式はマザーPCBとゲームPCBで構成されるものとなっており、ゲームPCBを入れ替えることが出来るような構成となっている。但しマザーPCBには二種類あり、初期の大型のもの(通称「F2大マザー」、型番K11 00432A、要-5V)、及び後期の小型のもの(通称「F2小マザー」、型番K11 00608A)の2種類がある。ゲームPCBはタイトルごとにリリースされたマザーPCBが異なるが、いずれのマザーPCBとゲームPCBの組み合わせでも互換性があり付属するService Instructionsマニュアルにも明記されている。
1枚式はロム交換リリースがないため、実質専用基板扱いとなる。2枚組のROM基板は通常1枚を丸ごと交換する方式だがタイトーロケ限定でクイズクエスト→クイズ地球防衛軍に変更できるROMキットがリリースされていた。

## スペック
- メインCPU : MC68000 @ 12MHz
- サウンドCPU : Z80 @ 4MHz
- 音源 : YM2610
- 解像度 : 320x224
- BG: スクロールスクリーン2枚　スコア用1枚
- スプライト : 835個（16x16ドット）
  - 特殊機能 : ブロックモード

最小単位の16x16を組み合わせで任意のサイズを構成。矩形以外も構成可能
  - グループモード

複数のキャラをグループ化して複雑な形状のキャラを構成
- キャラクターカラー : 16、32、64色（選択式）

## 主なタイトル
| 作品名                       | 稼働年 | 備考 | 注    |
| ---------------------------- | ------ | --- | ----- |
| ファイナルブロー             | 1989年 | |       |
| ドンドコドン                 | 1989年 | |       |
| メガブラスト                 | 1989年 | |       |
| ルナーク                     | 1990年 | |       |
| キャメルトライ               | 1990年 | |       |
| ミズバク大冒険               | 1990年 | |       |
| 麻雀クエスト                 | 1990年 | |       |
| 苦胃頭捕物長                 | 1990年 | |       |
| マジェスティックトゥエルブ   | 1990年 | |       |
| クイズH.Q.                   | 1990年 | |       |
| ゆうゆのクイズでGO!GO!       | 1990年 | |       |
| ニンジャキッズ               | 1990年 | |       |
| 嗚呼栄光の甲子園             | 1990年 | |       |
| サンダーフォックス           | 1990年 | |       |
| ハットトリックヒーロー       | 1990年 | |       |
| ガンフロンティア             | 1991年 | |       |
| クイズクエスト               | 1991年 | |       |
| クイズ地球防衛軍             | 1991年 | |       |
| ソリタリーファイター         | 1991年 | |       |
| メタルブラック               | 1991年 | | [ 1 ] |
| プリルラ                     | 1991年 | 日本国内ではタイトー直営店のみで稼働。                                                                                      | [ 1 ] |
| ドリフトアウト               | 1991年 | |       |
| ダイノレックス               | 1992年 | |       |
| Yes/No心理トキメキチャート   | 1992年 | ソフト部分は、JAMMAエッジコネクター部分の仕様が異なり、それとは別に感熱紙用プリンターインターフェイスが追加されている。     |       |
| ユノの伝説                   | 1992年 | 『Yes/No心理トキメキチャート』同様、JAMMAコネクター仕様が異なり、こちらはドットプリンターインターフェイスが追加されている。 |       |
| デッドコネクション           | 1992年 | |       |
| クイズ人生劇場               | 1993年 | |       |
| クイズクレヨンしんちゃん     | 1993年 | |       |
| クレヨンしんちゃんオラと遊ぼ | 1994年 | |       |